# OpenBTS
OpenBTS (укр. Відкрита приймально-передаюча базова станція) являє собою програмно-реалізовану GSM точку доступу, що дозволяє використовувати стандартні GSM-сумісні мобільні телефони як кінцеві точки SIP у мережах передавання голосу по IP (VoIP). OpenBTS є програмним забезпеченням з відкритим вихідним кодом, яке було розроблене і підтримується Range Networks [Архівовано 11 жовтня 2012 у Wayback Machine.]. Публічний реліз OpenBTS примітний тим, що є першою безкоштовною реалізацією програмного забезпечення трьох нижніх шарів стеку протоколів промислового стандарту GSM. Він написаний на C++ і випущений як безкоштовне програмне забезпечення відповідно до умов версії 3 GNU Affero General Public License (AGPL).

## Відкрита GSM інфраструктура
OpenBTS замінює інфраструктуру ядра мережі звичайного GSM оператора від шару 3 і вище. Замість того, щоб покладатися на зовнішні контролери базових станцій для управління ресурсами радіозв'язку , пристрої OpenBTS виконують цю функцію самостійно. Замість переадресації голосового трафіку до центру комутації мобільного зв'язку оператора, OpenBTS спрямовує дзвінки через SIP до програмного комутатора VOIP (такого, як FreeSWITCH або Yate ) або міні-АТС (наприклад, Asterisk ). Цей комутатор VOIP або програмне забезпечення PBX може бути встановлене на тому ж комп'ютері, що використовується для запуску OpenBTS, утворюючи автономну стільникову мережу в одній комп'ютерній системі. Кілька одиниць OpenBTS можуть також мати спільний комутатор VOIP або PBX для утворення більших мереж. 
OpenBTS Um air interface використовує software-defined radio трансивер без спеціалізованого обладнання GSM. Первісне впровадження використовувало  USRP від Ettus Research, але з тих пір програмний продукт був розширений для підтримки різноманітних цифрових радіостанцій в реалізаціях, починаючи від повномасштабних базових станцій до вбудованих фемтосот 

## Історія
Проект був розпочатий Harvind Samra і Девід А. Берджесса  з метою проекту різко знизити вартість надання послуг GSM в сільських районах, країнах, що розвиваються, і важкодоступних місцях, таких як нафтові вишки.  Проект спочатку здійснювався через Kestrel Signal Processing, консалтингову фірму засновників.
14 вересня 2010, на Осінь-2010 DEMO conference, оригінальні автори запустили Range Networks як компанію для комерціалізації продуктів на основі OpenBTS. 

## Платформи
Велика кількість експериментальних установок показали, що OpenBTS може працювати на надзвичайно економних платформах. В тому числі на деяких CDMA телефонах - створюють GSM шлюз до мережі CDMA. Дослідник з комп'ютерної безпеки Chris Paget повідомив , що портативний пристрій, наприклад, Android телефон, може виступати як шлюзова базова станція, до якої телефони можуть підключатися; Droid потім підключається дзвінки за допомогою вбудованого Asterisk серверу і направляє їх на PSTN крізь SIP поверху існуючої 3G мережі.

## Безпека
На конференції DEF CON-2010 , було продемонстровано за допомогою OpenBTS, що GSM виклики можуть бути перехоплені через той факт, що в GSM телефон НЕ аутентифікує базову станцію перед доступом до мережі. 
OpenBTS був використаний співтовариством з досліджень питань безпеки для "атаки монтування"  на baseband-процесорах стільникових телефонів.  Раніше, розслідування і проведення таких атак вважалося непрактичним через високу вартість традиційного обладнання стільникової базової станції.

## Польові випробування
Великомасштабні випробування OpenBTS наживо були проведені в США в Неваді і Північній Каліфорнії за допомогою тимчасових ліцензій на радіо, застосованих через Kestrel Signal Processing і Range Networks , Inc

### Burning Man
Під час фестивалю Burning Man в серпні 2008 року, польовий тест тривалістю один тиждень був запущений під special temporary authorization ліцензією.  Хоча цей тест не був призначений, щоб бути відкритим для Burning Man учасників у цілому,  деякій кількості людей в безпосередній близькості вдалося зробити реальні вихідні дзвінки після того, як неправильно сконфігурована Asterisk PBX установка дозволила тестові дзвінки з префіксом international code.  Тест на Burning Man успішно підключив близько 120 телефонних дзвінків до 95 різних номерів з кодами регіонів з Північної Америки.
У Burning Man Festival 2009, більша тестова установка була запущена з використанням 3-секторної системи.   Для фестивалю 2010 року, ще більше система 2-х секторних з трьома несучими частотами була протестована.
У фестивалі 2011-го року  проект OpenBTS створив мережу з 3-х сайтів (один сайт в цьому випадку - це приміщення для розміщення обладнання базових станцій мобільного зв’язку)   з VSAT шлюзом і працював спільно з компанією Voxeo (Voice over IP послуги)  для забезпечення більшої частини маршрутизації викликів за межами сайтів. 

### Навчання "RELIEF"
RELIEF являє собою серію навчань з ліквідації наслідків стихійних лих у веденні морської післядипломної школи Naval Postgraduate School в Каліфорнії , США. 
Range Networks, що керував OpenBTS випробувальними мережами на навчаннях "RELIEF" у листопаді 2011 року  і лютому 2012 року. 

### Ніуе
Протягом 2010 року система OpenBTS була встановлена на острові Ніуе і стала першою установкою, що  підключена і протестована за допомогою телекомунікаційної компанії. Ніуе дуже маленька острівна країна з населенням близько 1700 - занадто мало, щоб привернути мобільних телекомунікаційних провайдерів. Структура собівартості OpenBTS підходить Ніуе, який вимагає послуги мобільної телефонії, але не має рівня потенційних клієнтів, щоб виправдати покупку і підтримку звичайної системи базових станцій GSM. 
Успіх цієї установки і демонстрований попит на послуги допомогли завантаженню комерційних послуг пізніше. Обладнання OpenBTS згодом було виведене з експлуатації ~ лютого 2011 компанією Ніуе Telecom, замість нього була запущена кілька місяців по тому (3-и сайти: в Kaimiti O2, Sekena S2/2/2 і Авателе S2/2/2) мережа GSM 900 комерційної класу з підтримкою технології EDGE. Це забезпечило повне покриття  сервісом території навколо острова і навколо рифа, установка включала систему передплати (pre-paid), USSD, Int. SMS і новий Int. Шлюз.

### Defcon 20
З 26 липня по 29 серпня 2012, команда Ninja Networks створила "NinjaTel Van" в зоні експозиції  комерційного виробника обладнання мобільного зв’язку  на конференції Defcon 20 (в Rio Hotel / Casino у Лас-Вегасі.) Цей піратський оператор мобільного зв’язку використав OpenBTS і обслугував невелику мережу з  650 GSM телефонів з програмуємими сім-картами. 

## Зовнішні посилання

### Офіційне
- OpenBTS project portal
- OpenBTS blog [Архівовано 26 березня 2012 у Wayback Machine.]
- Range Networks, Inc. web site [Архівовано 11 жовтня 2012 у Wayback Machine.]

### Інше
- Burning Man test network [Архівовано 28 квітня 2014 у Wayback Machine.] photographs at Flickr.
- OpenBTS Wiki in Chinese [Архівовано 7 квітня 2014 у Wayback Machine.]
- Overview of System
- Rasberry Pi replaces GSM Base Station (OpenBTS credited) [Архівовано 7 квітня 2014 у Wayback Machine.]
- Range Networks offers OpenBTS training
- OpenBTS + Asterisk = BYO wireless carrier [Архівовано 4 жовтня 2012 у Wayback Machine.]
- Village Base Station Project uses OpenBTS
- Village Base Station Project paper [Архівовано 15 травня 2013 у Wayback Machine.]
- Whiteboard Session on how OpenBTS works with handsets and FreeSwitch [Архівовано 26 червня 2015 у Wayback Machine.]

### Медіа
- Mills, Elinor. Phones at Burning Man: Can you hear me now? [Архівовано 25 жовтня 2012 у Wayback Machine.] CNET News, September 10, 2009. Retrieved December 6, 2011.
- Corbet, Jonathan.The trouble with OpenBTS [Архівовано 7 квітня 2014 у Wayback Machine.], LWN.net, February 24, 2009. Retrieved December 6, 2011.
- Burgess, David. Extending VoIP to the GSM Air Interface, eComm 2009. Retrieved December 6, 2011.
- Bort, Julie. Burning Man's open source cell phone system could help save the world, Network World, August 30, 2010. Retrieved December 6, 2011.
- McMillan, Robert. Coming Soon: A New Way to Hack Into Your Smartphone [Архівовано 31 грудня 2011 у Wayback Machine.], PC World, Jan 17, 2011. Retrieved December 6, 2011.

### Пов’язані проекти
- Airprobe
- OpenBSC [Архівовано 26 березня 2013 у Wayback Machine.]
- OsmocomBB [Архівовано 26 березня 2013 у Wayback Machine.]

Шаблон:Telecommunications